# Drum and bass
Drum and bass (drum n bass, drum'n'bass, DnB, d'n'b) är en genre inom elektronisk musik. Ursprungligen kom den till som en avläggare av den breakbeat, hardcore och rave som spelades i Storbritannien under det tidiga 1990-talet. Stilen baseras ofta på atmosfäriska och långsamt föränderliga musiklandskap av filmisk karaktär snarare än ackord och melodier. Tyngdpunkten ligger alltid på icke statisk rytmik i högt tempo, omkring 160–180 BPM, med breakbeatkaraktär. En av pionjärerna inom Drum and Bass var DJ Hype som tog gamla hiphop-samplingar och pitchade upp dem så att tempot ökades, men det var initialt Goldie som nådde ut till den bredare publiken med sitt debutalbum Timeless.
Drum and bass är en bred genre med många undergenrer. I dagligt tal brukar man skilja mellan det nyare och mer populära "drum and bass" som den tyngre delen av genren med enklare rytmer, och "jungle" som den äldre delen med mer fokus på oregelbundna rytmer och amen breaks.
En viktig del av genren är också de djupa och dominanta baser som i många fall är närvarande genom hela låten. I nyare låtar delar producenterna ofta upp basen i två delar: dels den djupare, underliggande basen, som i regel är av sinuskaraktär, och dels "leadbasen", som oftast är av typen reece och använder sig av flera sågtandsvågformer på samma frekvens, vilket skapar ett aggressivt ljud. I äldre låtar består basen oftast av en enkel sinusvåg, ibland med frekvensmodulering så att den får ett "svajigt" läte. Sinusbaserna brukar kallas för "sub basses" eller "subs".
Kända drum and bass-artister utanför England är bland andra Teebee (Norge), Black Sun Empire (Nederländerna), Rawthang (Norge), Concord Dawn (Nya Zeeland), NOISIA (Nederländerna), Seba (Sverige), Netsky (Belgien) och Pendulum (Australien).

## Genrer
Det finns många olika undergenrer inom drum and bass:

- Atmospheric
- Techstep
- Jump up
- Darkstep
- Clownstep
- Hardstep
- Jazzstep
- Drumfunk
- Liquid funk
- Neurofunk
- Drill 'n' bass
- Ragga jungle

Andra genrer som har växt fram ur drum and bass är:

- Breakcore
- Dubstep
- Raggacore